# Kanton Salles-sur-l’Hers
Der Kanton Salles-sur-l’Hers war bis 2015 ein französischer Wahlkreis im Département Aude und in der Region Languedoc-Roussillon. Er umfasste 14 Gemeinden im Arrondissement Carcassonne; sein Hauptort (frz.: chef-lieu) war Salles-sur-l’Hers. Die landesweiten Änderungen in der Zusammensetzung der Kantone brachten im März 2015 seine Auflösung.
Der Kanton war 121,69 km2 groß und hatte 2176 Einwohner (Stand 2012). 

## Gemeinden
| Gemeinde              | Einwohner (Stand: 2022) | Code postal | Code Insee |
| --------------------- | ----------------------- | ----------- | ---------- |
| Baraigne              | 164                     | 11410       | 11026      |
| Belflou               | 111                     | 11410       | 11030      |
| Cumiès                | 43                      | 11410       | 11114      |
| Fajac-la-Relenque     | 51                      | 11410       | 11134      |
| Gourvieille           | 69                      | 11410       | 11166      |
| La Louvière-Lauragais | 80                      | 11410       | 11208      |
| Marquein              | 80                      | 11410       | 11218      |
| Mézerville            | 97                      | 11410       | 11231      |
| Molleville            | 136                     | 11410       | 11238      |
| Montauriol            | 84                      | 11410       | 11239      |
| Payra-sur-l’Hers      | 208                     | 11410       | 11275      |
| Sainte-Camelle        | 124                     | 11410       | 11334      |
| Saint-Michel-de-Lanès | 487                     | 11410       | 11359      |
| Salles-sur-l’Hers     | 752                     | 11410       | 11371      |

## Bevölkerungsentwicklung
| 1962 | 1968 | 1975 | 1982 | 1990 | 1999 | 2006 | 2012 |
| ---- | ---- | ---- | ---- | ---- | ---- | ---- | ---- |
| 1783 | 2027 | 1777 | 1709 | 1621 | 1814 | 1948 | 2176 |